# Тьєрра-Амарилья (Нью-Мексико)
Тьєрра-Амарилья (англ. Tierra Amarilla) — переписна місцевість (CDP) в США, в окрузі Ріо-Арріба штату Нью-Мексико. Населення — 297 осіб (2020).

## Географія
Тьєрра-Амарилья розташована за координатами 36°42′21″ пн. ш. 106°33′54″ зх. д. / 36.70583° пн. ш. 106.56500° зх. д. (36.705899, -106.565130).  За даними Бюро перепису населення США в 2010 році переписна місцевість мала площу 6,97 км², з яких 6,96 км² — суходіл та 0,01 км² — водойми.

### Клімат
| Клімат : Тьєрра-Амарилья                 | Клімат : Тьєрра-Амарилья | Клімат : Тьєрра-Амарилья | Клімат : Тьєрра-Амарилья | Клімат : Тьєрра-Амарилья | Клімат : Тьєрра-Амарилья | Клімат : Тьєрра-Амарилья | Клімат : Тьєрра-Амарилья | Клімат : Тьєрра-Амарилья | Клімат : Тьєрра-Амарилья | Клімат : Тьєрра-Амарилья | Клімат : Тьєрра-Амарилья | Клімат : Тьєрра-Амарилья | Клімат : Тьєрра-Амарилья |
| Показник                                 | Січ.                     | Лют.                     | Бер.                     | Квіт.                    | Трав.                    | Черв.                    | Лип.                     | Серп.                    | Вер.                     | Жовт.                    | Лист.                    | Груд.                    | Рік                      |
| Абсолютний максимум, °C                  | 15,6                     | 17,8                     | 23,3                     | 26,7                     | 32,8                     | 35,0                     | 38,9                     | 36,1                     | 32,2                     | 27,8                     | 22,2                     | 17,8                     | 38,9                     |
| Середній максимум, °C                    | 3,8                      | 5,8                      | 9,5                      | 15,0                     | 20,3                     | 25,9                     | 28,4                     | 26,9                     | 23,4                     | 17,4                     | 9,7                      | 4,3                      | 15,9                     |
| Середній мінімум, °C                     | −14,9                    | −12,3                    | −7,7                     | −3,9                     | 0,1                      | 4,0                      | 8,2                      | 7,7                      | 3,2                      | −2,4                     | −8,5                     | −13,4                    | −3,3                     |
| Абсолютний мінімум, °C                   | −39,4                    | −34,4                    | −26,7                    | −22,2                    | −11,1                    | −6,1                     | −0,6                     | −1,7                     | −7,2                     | −15                      | −28,3                    | −35                      | −39,4                    |
| Норма опадів, мм                         | 32                       | 29                       | 29                       | 26                       | 28                       | 20                       | 50                       | 62                       | 46                       | 33                       | 26                       | 29                       | 410                      |
| Днів з опадами                           | 6                        | 6                        | 6                        | 6                        | 5                        | 5                        | 10                       | 11                       | 7                        | 5                        | 5                        | 6                        | 77                       |
| ---------------------------------------- | ------------------------ | ------------------------ | ------------------------ | ------------------------ | ------------------------ | ------------------------ | ------------------------ | ------------------------ | ------------------------ | ------------------------ | ------------------------ | ------------------------ | ------------------------ |
| Джерело: Western Regional Climate Center |                          |                          |                          |                          |                          |                          |                          |                          |                          |                          |                          |                          |                          |

## Демографія
Згідно з переписом 2010 року, у переписній місцевості мешкали 382 особи в 112 домогосподарствах у складі 70 родин. Густота населення становила 55 осіб/км².  Було 170 помешкань (24/км²).
Расовий склад населення:
| - 65,7 % — білих - 1,0 % — корінних американців - 1,0 % — чорних або афроамериканців - 0,3 % — азіатів - 30,1 % — осіб інших рас |

До двох чи більше рас належало 1,8 %. Частка іспаномовних становила 92,7 % від усіх жителів.
За віковим діапазоном населення розподілялося таким чином: 18,3 % — особи молодші 18 років, 67,8 % — особи у віці 18—64 років, 13,9 % — особи у віці 65 років та старші. Медіана віку мешканця становила 38,9 року. На 100 осіб жіночої статі у переписній місцевості припадало 170,9 чоловіків;  на 100 жінок у віці від 18 років та старших — 183,6 чоловіків також старших 18 років.
За межею бідності перебувало 15,9 % осіб, у тому числі 0,0 % дітей у віці до 18 років та 16,3 % осіб у віці 65 років та старших.
Цивільне працевлаштоване населення становило 141 осіб. Основні галузі зайнятості: освіта, охорона здоров'я та соціальна допомога — 38,3 %, публічна адміністрація — 20,6 %, транспорт — 18,4 %.